# Alberto Fernández (politiker)
Alberto Ángel Fernández, född 2 april 1959 i Buenos Aires, är en argentinsk politiker och jurist. Han var Argentinas president mellan 2019 och 2023.

## Biografi
Fernández tog 1983 examen i juridik vid Buenos Aires universitet, där han sedan kom att undervisa i straffrätt. Åren 1985–89 verkade han som chef inom Argentinas finansministerium, och 1989–95 inom landets socialförsäkringsmyndighet. År 2000 valdes han till ledamot av deputeradekammaren i provinsen Buenos Aires och kom där att närma sig Néstor Kirchner, då guvernör i provinsen Santa Cruz.
Inför det argentinska presidentvalet 2003 kom Fernández att leda Néstor Kirchners valkampanj. Efter Kirchners seger i valet utsågs han till försteminister i hans regering. Då Néstor Kirchner avgick som president 2007 fortsatte Fernández på posten under Cristina Fernández de Kirchner, men lämnade uppdraget då en jordbrukskris utbröt under sommaren 2008.
Efter att ha lämnat uppdraget som försteminister kom Fernández att rikta hård kritik mot Cristina Fernández de Kirchner. De förlikades dock inför presidentvalet 2019, där de kandiderade som president respektive vicepresident för den peronistiska mitten-västeralliansen Frente de Todos. Efter att ha gått segrande ur valet tillträdde Fernández som president den 10 december 2019.
Vid covid-19-pandemins början 2020 införde Fernández flera preventiva åtgärder och nedstängningar av samhället, vilket gav honom ett starkt stöd från befolkningen. Hans regering kom samma år också att legalisera abort. På utrikespolitikens område kom Argentina under Fernández att närma sig ett medlemskap i Brics.
Under den andra delen av Fernández presidentskap minskade hans popularitet kraftigt, i takt med att den sedan länge höga inflationen i landet nådde nya rekordnivåer på närmare 150 %. I april 2023 tillkännagav Fernández att han inte skulle komma att ställa upp för en andra mandatperiod i det årets presidentval. I detta val segrade högerlibertarianen Javier Milei, som efterträdde Fernández den 10 december samma år.